# Beschluss (EU)
Ein Beschluss (früher Entscheidung, englisch decision) ist ein Rechtsakt der Europäischen Union und als solcher Teil des sekundären Rechts der Union. Beschlüsse werden je nach Thema des Beschlusses aufgrund eines der in den Verträgen vorgesehenen Verfahren erlassen.
Beschlüsse können an bestimmte Adressaten (wie Mitgliedstaaten, Unternehmen oder Einzelpersonen) oder an die Allgemeinheit gerichtet werden. Sie sind laut Art. 288 AEUV in allen ihren Teilen verbindlich, wobei Beschlüsse, die an bestimmte Adressaten gerichtet sind, nur für diese verbindlich sind. In Ausnahmefällen können Beschlüsse, die an einzelne Adressaten gerichtet sind, auch gegenüber Dritten eine begünstigende Drittwirkung entfalten. Das ist dann der Fall, wenn ein an einen Mitgliedstaat der Europäischen Union gerichteter Beschluss eine hinreichend klare Verpflichtung dieses Staates gegenüber einzelnen Bürgern enthält.
Beschlüsse werden immer angenommen, wenn eine Entscheidung verbindlich sein soll, aber kein Fall für den Erlass von Verordnungen oder Richtlinien vorliegt. Sie sind nach den Verträgen zum Beispiel in folgenden Fällen vorgesehen:
- als Einzelfallentscheidungen (siehe unten),
- für Ernennungen (z. B. die Mitglieder der Europäischen Kommission, des Ausschusses der Regionen oder des Europäischen Wirtschafts- und Sozialausschusses werden durch Beschluss ernannt),
- im Rahmen der Gemeinsamen Außen- und Sicherheitspolitik (siehe unten),
- im Rahmen der Verhandlung und des Abschlusses von internationalen Übereinkünften (Art. 218 AEUV),
- Maßnahmen, die die Organe der Union betreffen, wie Geschäftsordnungen,
- Vereinfachte Änderungen der Verträge, wie Übertragung von Materien in das ordentliche Gesetzgebungsverfahren oder den Übergang von der einstimmigen Beschlussfassung im Rat zur qualifizierten Mehrheit.

## Einzelfallentscheidungen
Einzelfallentscheidungen der Europäischen Union erfolgen durch Beschlüsse. In diesem Fall entsprechen sie den Verwaltungsakten im innerstaatlichen Recht. Einzelfallentscheidungen richten sich an bestimmte Adressaten (wie Mitgliedstaaten, Unternehmen oder Einzelpersonen) und sind nur für diese verbindlich. Sie werden dann üblicherweise von der Europäischen Kommission erlassen, teilweise auch die anderen Organe der Europäischen Union.
Als Beispiel für Beschlüsse der EU kann das Wettbewerbsrecht aufgeführt werden: Hier wird mit Beschlüssen über die Genehmigung von Fusionen von Unternehmen entschieden. Andere Fälle, in denen Beschlüsse der Kommission erlassen werden, sind die Gentechnik und das Gefahrstoffrecht. In beiden Fällen geht es jeweils darum, das Inverkehrbringen eines bestimmten gentechnischen Produktes oder eines potentiell gefährlichen Stoffes zu gestatten, zu verbieten oder zu beschränken.
Einzelfallentscheidungen können auch Mitgliedstaaten als solche betreffen, wie zum Beispiel Geldbußen, die vom Rat der Europäischen Union gemäß Art. 126 AEUV wegen übermäßiger Defizite verhängt werden können. Teilweise kann den Mitgliedstaaten durch Beschluss gestattet werden, von bestimmten Verordnungen oder Richtlinien abzuweichen.

## Gemeinsame Außen- und Sicherheitspolitik
Auch im Bereich der Gemeinsamen Außen- und Sicherheitspolitik werden Beschlüsse gefasst. So nimmt der Europäische Rat nach Art. 22 EU-Vertrag Beschlüsse über die strategischen Interessen der Europäischen Union an (früher Gemeinsame Strategie).
Der Rat der Europäischen Union nimmt nach Art. 25 EU-Vertrag Beschlüsse an über:
- die von der Union durchzuführenden Aktionen (früher Gemeinsame Aktionen)
- die von der Union einzunehmenden Standpunkte (früher Gemeinsame Standpunkte) und
- die Einzelheiten der Durchführung dieser Beschlüsse.

## Geschichte
Im Rahmen der 3. Säule (Polizeiliche und justizielle Zusammenarbeit in Strafsachen) wurden vom Rat der Europäischen Union auf Grundlage der Artikel 29–42 des EU-Vertrages in der Fassung vor dem Vertrag von Lissabon auch Beschlüsse gefasst. Diese Beschlüsse entsprachen den Verordnungen im Rahmen der 1. Säule (Europäische Gemeinschaften). Die bereits ergangenen Beschlüsse gelten als solche weiter, bis sie nach Maßgabe der Verträge in der durch den Vertrag von Lissabon geänderten Fassung abgeändert werden. Insbesondere sind die Befugnisse des Europäischen Gerichtshofs hinsichtlich der Beschlüsse bis zu deren erstmaligen Änderung weiterhin nach den Verträgen in der Fassung vor dem Vertrag von Lissabon vorgesehenen Bestimmungen zu beurteilen. Diese Übergangsbestimmung tritt fünf Jahre nach dem Inkrafttreten des Vertrags von Lissabon außer Kraft.